# Dendrobium suzukii
Dendrobium suzukii är en orkidéart som beskrevs av Tomohisa Yukawa. Dendrobium suzukii ingår i släktet Dendrobium, och familjen orkidéer.
Artens utbredningsområde är Vietnam. Inga underarter finns listade i Catalogue of Life.